# Alphonse Lacroix
Pour les articles homonymes, voir Lacroix.
Alphonse Lacroix (né le 21 octobre 1897 à Newton dans le Massachusetts aux États-Unis — mort le 12 avril 1973 à Lewiston dans le Maine, également aux États-Unis) est un joueur de hockey sur glace du début du XXe siècle. Il évolue avec les Canadiens de Montréal en 1925-1926 dans la Ligue nationale de hockey et est le premier gardien américain à jouer un match de la LNH. Il est également médaillé olympique avec les États-Unis en 1924 en remportant l'argent,.

## Biographie

### Ses débuts et les Jeux de 1924
Les parents de Lacroix originaires de Bretagne, quittent la France avant le début du siècle et Alphonse naît dans le Massachusetts. Il est surnommé « Frenchy » dans sa jeunesse et joue au hockey dans l'équipe de son école secondaire à Newton. À la fin des années 1910, il rejoint la ville de Boston et joue pour plusieurs équipes amateurs.
Il est retenu en 1924 pour représenter les États-Unis aux Jeux olympiques. Canada et États-Unis finissent en tête de leur  poule au premier tour et les deux équipes sont confrontées pour le match décisif le 3 février 1924. Harry Watson inscrit le premier but pour les Canadiens puis un deuxième. Finalement, le Canada remporte la médaille d'or sur le score de 6 buts à 1, Herbert Drury inscrivant le seul but américain de la rencontre et Lacroix fait face à de nombreux tirs.

### Premier gardien américain dans la LNH
En novembre 1925, Georges Vézina gardien des Canadiens de Montréal de la LNH depuis leur début n'est pas en bonne santé après avoir perdu seize kilogrammes en l'espace de six semaines mais ne dit rien à personne et est aligné pour le premier match de la saison 1925-1926 dans les buts du club. Le match est joué contre les Pirates de Pittsburgh dans la salle du Duquesne Gardens. Il quitte la glace à la fin de la première période sans avoir encaissé de but mais vomissant du sang de la bouche, victime d'une hémorragie interne. Après s'être évanoui dans le vestiaire, il reprend le match au deuxième engagement mais doit de nouveau laisser sa place à Lacroix, qui devient le premier gardien né aux États-Unis à jouer dans un match de la LNH. Le lendemain, les médecins diagnostiquent à Vézina une tuberculose avancée. Il meurt quatre mois plus tard, le 27 mars 1926, à l'âge de 39 ans et 2 mois. Lacroix joue quelques matchs de la saison mais Herb Rhéaume joue la majeure partie des matchs de la saison.
Au cours des saisons qui suivent, Lacroix jouent pour les Reds de Providence de la Canadian-American Hockey League puis pour les Cubs de Boston avant de prendre définitivement sa retraite en 1931.

## Statistiques en carrière
| Saison    | Équipe                  | Ligue   |    | Saison régulière | Saison régulière | Saison régulière | Saison régulière | Saison régulière | Saison régulière | Saison régulière | Saison régulière | Saison régulière | Saison régulière |   | Séries éliminatoires | Séries éliminatoires | Séries éliminatoires | Séries éliminatoires | Séries éliminatoires | Séries éliminatoires | Séries éliminatoires | Séries éliminatoires | Séries éliminatoires |
| Saison    | Équipe                  | Ligue   | PJ | V                | D                | Pr/N             | Min              | BC               | Moy              | % Arr            | Bl               | Pun              | PJ               | V | D                    | Min                  | BC                   | Moy                  | % Arr                | Bl                   | Pun                  |                      |                      |
| 1914-1915 | Newton High School      | USHS    | 7  | 5                | 1                | 1                | 294              | 15               | 2,04             |                  | 0                |                  | 1                | 1 | 0                    | 40                   | 1                    | 1                    |                      | 0                    |                      |                      |                      |
| 1915-1916 | Newton High School      | USHS    | 7  | 5                | 2                | 0                | 280              | 9                | 1,29             |                  | 2                |                  | -                | - | -                    | -                    | -                    | -                    | -                    | -                    | -                    |                      |                      |
| 1916-1917 | Newton High School      | USHS    | 8  | 7                | 0                | 1                | 320              | 10               | 1,25             |                  | 4                |                  | -                | - | -                    | -                    | -                    | -                    | -                    | -                    | -                    |                      |                      |
| 1917-1918 | Boston Navy Yard        | USNHL   | 11 | 7                | 4                | 0                | 455              | 22               | 1,93             |                  | 3                |                  | -                | - | -                    | -                    | -                    | -                    | -                    | -                    | -                    |                      |                      |
| 1918-1919 | Boston Navy Yard        | Amicaux |    |                  |                  |                  |                  |                  |                  |                  |                  |                  | -                | - | -                    | -                    | -                    | -                    | -                    | -                    | -                    |                      |                      |
| 1919-1920 | Unicorns de Boston A.A. | Amicaux | 3  | 2                | 1                | 0                | 135              | 8                | 2,67             |                  | 0                |                  | -                | - | -                    | -                    | -                    | -                    | -                    | -                    | -                    |                      |                      |
| 1920-1921 | Unicorns de Boston A.A. | Amicaux |    |                  |                  |                  |                  |                  |                  |                  |                  |                  | -                | - | -                    | -                    | -                    | -                    | -                    | -                    | -                    |                      |                      |
| 1921-1922 | Unicorns de Boston A.A. | BCSHL   | 1  | 1                | 0                | 0                | 45               | 2                | 2                |                  | 0                |                  | -                | - | -                    | -                    | -                    | -                    | -                    | -                    | -                    |                      |                      |
| 1922-1923 | Unicorns de Boston A.A. | USAHA   | 9  | 9                | 0                | 0                | 405              | 10               | 1,11             |                  | 4                |                  | 4                | 3 | 1                    | 180                  | 4                    | 1                    |                      | 1                    |                      |                      |                      |
| 1923-1924 | Unicorns de Boston A.A. | USAHA   | 6  | 3                | 3                | 0                | 270              | 10               | 1,67             |                  | 1                |                  | 3                | 1 | 2                    | 180                  | 8                    | 2,67                 |                      | 0                    |                      |                      |                      |
| 1924-1925 | Unicorns de Boston A.A. | USAHA   | 21 | 15               | 6                | 0                | 955              | 40               | 1,88             |                  | 4                |                  | 4                | 1 | 3                    | 150                  | 10                   | 3                    |                      | 1                    |                      |                      |                      |
| 1925-1926 | Canadiens de Montréal   | LNH     | 5  | 1                | 4                | 0                | 280              | 16               | 3,43             |                  | 0                |                  | -                | - | -                    | -                    | -                    | -                    | -                    | -                    | -                    |                      |                      |
| 1926-1927 | Canadiens de Montréal   | LNH     | -  | -                | -                | -                | -                | -                | -                | -                | -                | -                | -                | - | -                    | -                    | -                    | -                    | -                    | -                    | -                    |                      |                      |
| 1927-1928 | Reds de Providence      | Can-Am  | 4  | 1                | 3                | 0                | 250              | 12               | 2,88             |                  | 0                |                  | -                | - | -                    | -                    | -                    | -                    | -                    | -                    | -                    |                      |                      |
| 1927-1928 | St. Doms de Lewiston    | NEHL    | 22 | 8                | 12               | 2                | 1 350            | 42               | 1,87             |                  | 5                |                  | 5                |   |                      | 305                  | 16                   | 3,15                 |                      | 0                    |                      |                      |                      |
| 1928-1929 | St. Doms de Lewiston    | NEHL    | 4  | 3                | 1                | 0                | 240              | 9                | 2,25             |                  | 0                |                  | 3                | 2 | 1                    | 240                  | 8                    | 2,67                 |                      | 1                    |                      |                      |                      |
| 1929-1930 | Reds de Providence      | Can-Am  | 1  | 1                | 0                | 0                | 60               | 2                | 2                |                  | 0                |                  | -                | - | -                    | -                    | -                    | -                    | -                    | -                    | -                    |                      |                      |
| 1930-1931 | Tigers de Boston        | Can-Am  | 4  | 1                | 3                | 0                | 240              | 13               | 3,25             |                  | 0                |                  | -                | - | -                    | -                    | -                    | -                    | -                    | -                    | -                    |                      |                      |

### En équipe nationale
| Année | Compétition     |   | PJ | V | D | Pr/N | Min | BC  | Moy | % Arr | Bl | Pun               |  | Résultat |
| 1924  | Jeux olympiques | 5 | 4  | 1 | 0 | 225  | 6   | 1,2 |     | 4     |    | Médaille d'argent |  |          |

## Transaction
Le 10 novembre 1925, il signe avec les Canadiens de Montréal comme joueur autonome.

## Récompenses
- Première équipe étoiles (USLHN) en 1917-1918.
- Médaille d'argent aux Jeux olympiques en 1924.